# María de los Ángeles Duarte
María de los Ángeles Duarte Pesantes (Guayaquil, 15 de fevereiro de 1963), é uma arquiteta e política equatoriana. Foi Ministra dos Transportes e Obras Públicas de 5 de abril de 2010 a 10 de março de 2014, Ministra do Urbanismo e Habitação de 2007 a 2009 e Ministra da Inclusão Económica e Social entre junho de 2009 e abril 2010.

## Prisão, condenação e asilo político na Argentina
Em 31 de maio de 2019, a promotoria equatoriana informou sobre a prisão de María de los Ángeles Duarte no âmbito de uma investigação criminal denominada "Arroz Verde". A detenção foi efetuada através de uma operação conduzida pelas forças especiais da Polícia Nacional.
Em 7 de abril de 2020, ela foi condenada a oito anos de prisão como coautora do crime de suborno num caso de corrupção envolvendo o ex-presidente Rafael Correa. Críticos atribuíram isso ao "lawfare", onde a lei é usada para fins políticos. Tanto Correa quanto seu vice-presidente, Jorge Glas, também foram condenados à prisão.
Em 12 de agosto de 2020, ela se refugiou com um de seus filhos como "hóspede por razões humanitárias" na embaixada argentina em Quito. Em 14 de março de 2023, a chancelaria argentina informou ao governo equatoriano que María de los Ángeles Duarte abandonou a embaixada argentina naquele país. 
Apesar de ser sindicada em vários processos judiciais por corrupção no Equador, o que motivou o país andino a instar ao governo argentino a não conceder-lhe asilo; em 2 de dezembro de 2022, no entanto, a Argentina asilou a ex-ministra equatoriana, o que criou uma tensão entre os dois países.